# Středověké lékařství
Středověké lékařství v Evropě čerpá hlavně z poznatků z antiky a dá se říci, že středověk byl v Evropě dobou stagnace medicíny. Výjimku tvoří Byzantská a arabská říše. Zde docházelo k třídění poznatků z antiky, ale také k vlastnímu zkoumání. Někteří významní arabští lékaři proto byli uznáváni i v Evropě.

## Arabská říše
Veřejné zdravotnictví v arabské říši bylo na velmi dobré úrovni, protože se opíralo o hygienické příkazy Koránu – např. lázně. Rovnost věřících před Alláhem rovněž zpřístupňovala lékařskou péči všem.
Důležité pro arabskou medicínu byly poznatky antických lékařů. Arabští učenci (jako např. bagdádský překladatel a lékař Hunajn ibn Isháq) překládali spisy Hippokrata, Aristotela, Galéna aj. Tyto poznatky pak byly z arabštiny překládány do latiny, čímž se navracely do Evropy. Arabové se také seznámili s poznatky civilizací na podmaněných územích a používali je. Arabové například převzali styl byzantských nemocnic. Tyto nemocnice se výrazně odlišovaly od nemocnic v Evropě hlavně přítomností lékařů.
Nejvýznamnější lékaři této doby byli Rhazes (10. století) a Avicenna (11. stol.), kteří byli uznáváni i katolickou církví.

## Katolická Evropa
Největší vliv v této době měla na medicínu církev. Od toho se odvíjelo i chápání nemoci. Nemoc byla považována za „dar od Boha“, aby si nemocný mohl odpykávat svá provinění (tento názor byl postupně změněn ve 14. století, v době morových epidemií byla nemoc chápána jako trest od Boha). Takže činnost lékaře byla až druhořadá.[zdroj?]

### Raný středověk
V této době byli nositeli veškerých znalostí katoličtí kněží a mniši, kteří jako jediní uměli číst a psát. Mniši studovali, přepisovali a překládali knihy antických a arabských autorů. Mniši se často medicínou zabývali pouze teoreticky a také vyloučili z medicíny chirurgii.

### Vrcholný středověk
Vrcholný středověk je obdobím dalších výrazných zásahů církve do lékařství. Církev oficiálně zakázala chirurgii ediktem Ecclesia abhorret sanguine (Církev se hrozí styku s krví).  Chirurgii proto vykonávali lazebníci, holiči a kati. Další omezení přišla pro židovské lékaře a bylo zakázáno studium knih nekatolických autorů, s výjimkou církví uznávaných (Galénos, Avicenna).
V této době se začaly zakládat nemocnice (označované hospitium, později hospital, počeštěno špitál) pro nemocné poutníky, staré, chudé a nemocné lidi. V evropských špitálech – na rozdíl od arabských – nebyla zajištěna lékařská péče. Zde se shromažďovali nemocní bez rozdílu nemocí mimo malomocných, pro které byly stavěny zvláštní zařízení (tzv. leprosoria).
Významnou úlohu zahrály také lékařské školy v jihoitalském Salernu (tzv. schola medica salernitana) a v Montpellier (jižní Francie). Jejich význam spočíval v setkávání lékařů různých oblastí a ve studiu antických a arabských knih (především Avicennovy spisy).
Ve 13. a 14. stol byly zakládány univerzity, které napomohly k rozvoji lékařství. Studium na lékařských fakultách spočívalo hlavně ve čtení spisů církví uznávaných autorů (Galénos, Avicenna, Rhazes, někdy Hippokratés). Významnou byla lékařská fakulta v Bologni, kde se vyučovala i chirurgie. Chirurgii také vyučovala Kolej sv. Kosmy a Damiána zřízená cechem pařížských chirurgů.